# Ортман, Арнольд Эдуард
Арнольд Эдуард Ортман — немецко-американский зоолог.

## Биография
Ортман был сыном учителя гимназии, ходил в школу в Магдебурге и Шлойзингене, а с 1882 года изучал естественные науки в Йене и Киле (1884—1885). В Йене Эрнст Геккель был одним из его преподавателей. С 1885 по 1886 год он был ассистентом в Ботаническом институте в Йене и в 1885 году получил докторскую степень (вклад в изучение подземных образований стеблей) и в 1887—1894 годах был ассистентом в Зоологическом музее в Страсбурге. В 1894 году он уехал в США и был куратором отдела палеонтологии беспозвоночных в Принстонском университете, в котором он также преподавал физическую географию. В 1900 году стал гражданином США. В 1903 году он стал куратором отдела зоологии беспозвоночных в Музее естественной истории Карнеги в Питтсбурге. Кроме того, с 1909 года он был преподавателем по биогеографии, а с 1910 по 1925 год — профессором физической географии, а затем зоологии в Питтсбурге.
В 1890—1891 годах участвовал вместе с Геккелем в экспедиции в Германскую Восточную Африку (Занзибар), а в 1899 году — в экспедиции Принстонского университета в Гренландию (экспедиция Пири).
Он занимался в основном беспозвоночными в пресной воде и море, как ископаемыми, так и современными видами. В частности, десятиногими и другими ракообразными (особенно речными раками), мшанками, мадрепоровыми кораллами, головоногими и моллюсками, например, пресноводными моллюсками из американских рек, таких как Огайо и Миссисипи. Кроме того, он занимался географией животных. Он сформулировал названный в его честь закон, согласно которому мидии в реке имеют различную форму проявления в зависимости от места в реке, где они поселяются. Это оказало влияние на систематику моллюсков, так как раньше их часто относили к различным видам. Ортман тоже занимался ботаникой.
В 1912 году он стал членом Леопольдины. Он выпустил автобиографию в сборнике к 70-летию со Дня рождения Эрнста Геккеля. В 1911 году он защитил докторскую диссертацию в Питтсбурге (D. Sc.).
В 1894 году он женился на Анне Цайсс, от которой у него были сын и две дочери.

## Труды
- Flora Hennebergica. Enthaltend die im preußischen Kreise Schleusingen und den benachbarten Gebieten wildwachsenden Gefäßpflanzen, 1887
- Studien über Systematik und geographische Verbreitung der Steinkorallen, Zoolog. Jahrbücher, Abteilung für Systematik, Ökologie und Geographie der Tiere, 3, 1888, S. 143–188
- Japanische Cephalopoden, Zoolog. Jahrbücher, 3, 1888, S. 639–670
- Beobachtungen an Steinkorallen von d. Südküste Ceylons, Zoolog. Jahrbücher 4, 1889, S. 493–590
- Die Japanische Bryozoenfauna, Archiv f. Naturgeschichte, Band 56, 1890,  S. 1–74
- Decapoden und Schizopoden, Ergebnisse der Plankton-Expedition der Humboldt-Stiftung, Band 2, 1893, Biodiversity Library
- Das System der Decapoden Krebse, Zoologische Jahrbücher, 9, 1897, S. 409–453
- Die Morphologie des Skeletts der Steinkorallen in Beziehung zur Koloniebildung, Z. f. wissenschaftliche Zoologie, Band 50, 1890, S. 278–316
- Grundzüge der marinen Tiergeographie, Jena: G. Fischer 1896, Biodiversity Library
- Synopsis of the collections of invertebrate fossils made by the Princeton Expedition to Southern Patagonia, American Journal for Science, Band 10, 1900, S. 368–381
- Crustaceen, in: Denkschriften der med.-naturwiss. Ges. zu Jena 8, 1894, S. 3–80, Biodiversity Library
- Decapoden, in Heinrich Georg Bronn u. a.: Klassen und Ordnungen des Thier-Reichs, S. 1898–1900
- A monograph of the najades of Pennsylvania, Teil 1,2, Memoirs of the Carnegie Museum 4, 1911, S. 279–347, Teil 3, Memoirs of the Carnegie Museum, 8, 1919 (384 Seiten)
- The crawfishes of the State of Pennsylvania, Memoirs of the Carnegie Mus. of Pittsburgh, Band 2, 1906, S. 343–533, Biodiversity Library
- South American Naiades, a contribution to the knowledge of the freshwater mussels of South America, Memoirs of the Carnegie Mus. of Pittsburgh, Band 8, 1921, S. 451–684, Biodiversity Library